# Производство кофе в Парагвае
Производство кофе в Парагвае началось в конце XIX века. Плантации в то время находились поблизости от городов Асунсьон и Лимпио.
В 1889 году в стране насчитывалось 83 966 кофейных деревьев. Учитывая сходство почвенно-климатических условий между Парагваем и Бразилией, тогда предполагалось, что кофе, произведенный в Парагвае, будет таким же хорошим, как произведенный в Бразилии. Первоначально, кофе выращивался в небольших масштабах в районах, где почва и погодные условия подходили для такого роста. Коммерчески жизнеспособные плантации появились только после того, как многие из экспериментальных плантаций оказались успешными. Вслед за этим Сельскохозяйственный банк Парагвая предоставил средства нескольким государственным учреждениям для свободного распределения растений среди фермеров для выращивания. Тысячи деревьев были посажены на плантациях в горах Альто-Парагвай, недалеко от города Асунсьон. Среднее число высаженных деревьев варьировалось от 1500 до 2000, с максимальным количеством 10000 на одной плантации.
Плантации на севере Парагвая были созданы в 1967 году. Большая часть кофе, производимого на плантациях, была признана приемлемой для внутреннего потребления. В 1970-х годах основными районами производства кофе были департаменты Амамбай, Альто-Парана и Канендию.
Производство кофе арабики в 2006 году составило 180 тонн, а экспорт — 36 тонн. В 2013 году производство кофе составило 382 тонны с площади 69 га (170 акров) с уровнем урожайности 12 993 гектограмма на га, а его мировая доля была ничтожной.